# Niklas Backman
Niklas Alexander Backman, född 13 november 1988 i Västerås Badelunda församling, är en svensk före detta fotbollsspelare.

## Klubbkarriär

### Skiljebo SK
Backmans moderklubb är Skiljebo SK, där han började spela fotboll som fyraåring. Som 16-åring blev han uppflyttad i A-laget och spelade samtliga 22 matcher i division två med Skiljebo 2005. Han var med och vann division 2 med klubben 2006.

### Väsby United
Han gick 2008 till Väsby United i Superettan, där han under sin debutsäsong spelade samtliga 30 matcher från start och hjälpte Väsby som var nykomlingar till en niondeplats. Säsongen efter spelade han 26 matcher, samtliga från start, då Väsby kom på en tolfte plats. Väsby United var en farmarklubb till AIK, vilket gav Backman chansen att spela för AIK. Han var med på AIK:s försäsongsträning samt på båda de läger som genomfördes innan seriestarten och spelade totalt åtta träningsmatcher med laget under 2008/2009.

### AIK
Den 24 juli 2009 lånades Backman in till AIK under resten av höstsäsongen. Han fick dock inte spela några matcher för AIK som gick för guld, utan fick istället spela vidare i Väsby där han spelade 26 matcher under säsongen, men han fick sitta på bänken under 4 matcher för AIK. I januari 2010 skrev han på ett treårskontrakt med AIK. I Supercupen 2010 där AIK mötte IFK Göteborg och vann med 1-0 var han med på bänken och tilldelades därför en medalj i Supercupen. Backman tävlingsdebuterade för AIK i den andra omgången av Allsvenskan 2010 då han i bortamötet, som slutade 0-0, mot Brommapojkarna på Råsunda ersatte Bojan Djordjic i den 87:e minuten. Den 31 augusti 2011 förlängde han sitt kontrakt med AIK fram till 2014.

### Dalian Erbin
Den 17 februari 2014 meddelade AIK att man sålt Backman till den kinesiska klubben Dalian Aerbin i Chinese Super League. Den 20 juli 2014 gjorde Backman sitt första mål för klubben i ett möte med Shanghai Shenxin, en match som laget vann med 2–1. Under säsongen 2014 fick han spela 29 matcher och gjorde även 2 mål. Laget slutade i botten av tabellen och åkte därmed ut ur Kinas högstaliga.

### AGF Århus
I januari 2016 värvades Backman av danska AGF Århus, där han skrev på ett kontrakt fram till sommaren 2017. Backman debuterade i Superligaen den 26 februari 2016 mot Odense BK (2–2), då han även gjorde sitt första mål för klubben. I december 2020 förlängde Backman sitt kontrakt i AGF Århus fram till sommaren 2022.

## Landslagskarriär
Backman gjorde sin debut i Sveriges A-landslag den 19 januari 2011 i en 1–2-vinst över Botswana.

## Meriter
Med AIK
- Silver i Allsvenskan (2): 2011, 2013
- Svenska Supercupen (1): 2010